# بريمورسك
بريمورسك (بالروسية: Приморск) هي إحدى مدن روسيا في الكيان الفدرالي الروسي لينينغراد أوبلاست.